# Eucalyptus brookeriana
Eucalyptus brookeriana là một loài thực vật có hoa trong Họ Đào kim nương. Loài này được A.M.Gray mô tả khoa học đầu tiên năm 1979.